# Ortobene
El monte Ortobene (Orthobene en el dialecto local) es una montaña que se encuentra en la provincia de Nuoro, en el centro de Cerdeña, Italia, cerca de la ciudad de Nuoro.
Hay dos parques principales: "Sedda Ortai" e "Il Redentore". A los pies de la montaña hay una zona arqueológica de nuragas, incluyendo las tumbas Domus de janas. En la cima de la montaña hay una estatua en bronce del Cristo Redentor, obra de Vincenzo Jerace.
Grazia Deledda, Premio Nobel de Literatura en 1926, escribió sobre el monte Ortobene:

No, non è vero che l'Ortobene possa paragonarsi ad altre montagne; l'Ortobene è uno solo in tutto il mondo: è il nostro cuore, è l'anima nostra, il nostro carattere, tutto ciò che vi è di grande e di piccolo, di dolce e duro e aspro e doloroso in noi.

No, no es verdad que el Ortobene se pueda comparar a otras montañas; el Ortobene es uno solo en todo el mundo: es nuestro corazón, es nuestra alma, el nuestro carácter, todo lo que hay de grande y de pequeño, de dulce y duro y áspero y doloroso en nosotros.
Grazia Deledda, ganadora del Premio Nobel de Literatura en 1926